# ワンガラタ
ワンガラタ（Wangaratta）は、オーストラリアのビクトリア州にある都市。人口は1万9318人（2018年）。
1863年設立。古い時代にはブッシュレンジャーが出没する地域として知られた。現在はヒューム・ハイウェイ沿いの主要都市のひとつであり、鉄道のワンガラタ駅には特急列車XPTも停車する。

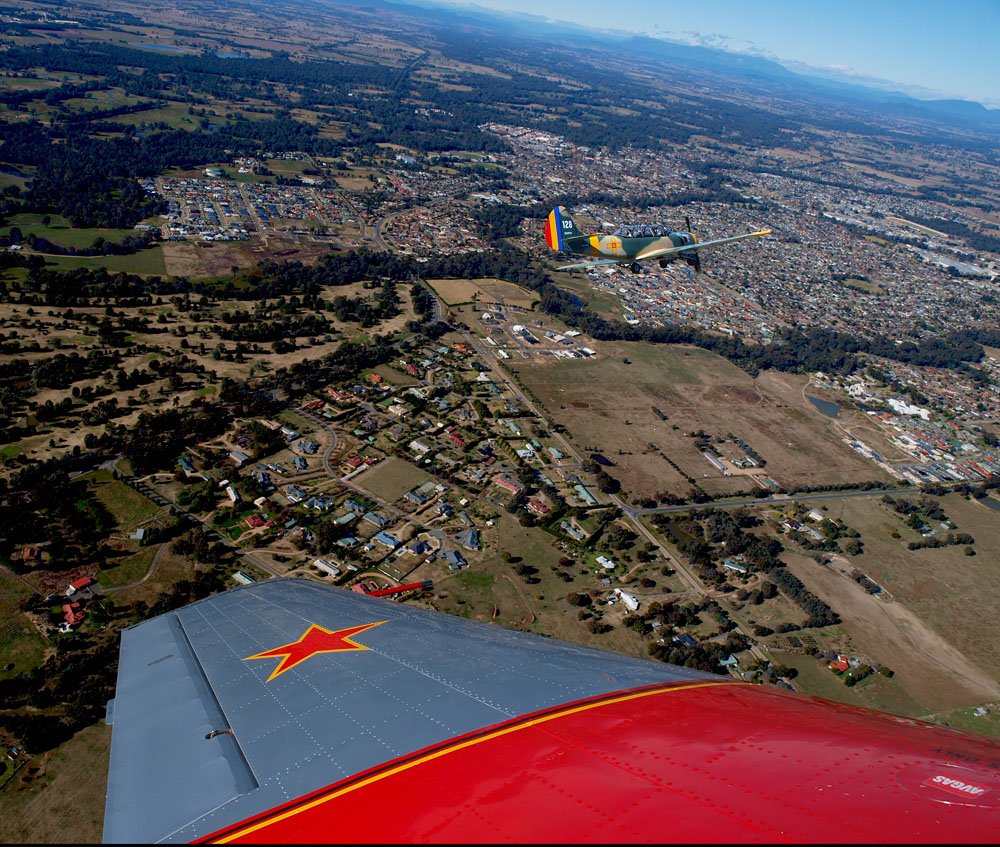
上空から